# Industrie gazière en Iran
L'industrie gazière en Iran constitue la principale industrie énergétique de l'Iran, et représente 67 % de son mix énergétique en 2016.

## Histoire

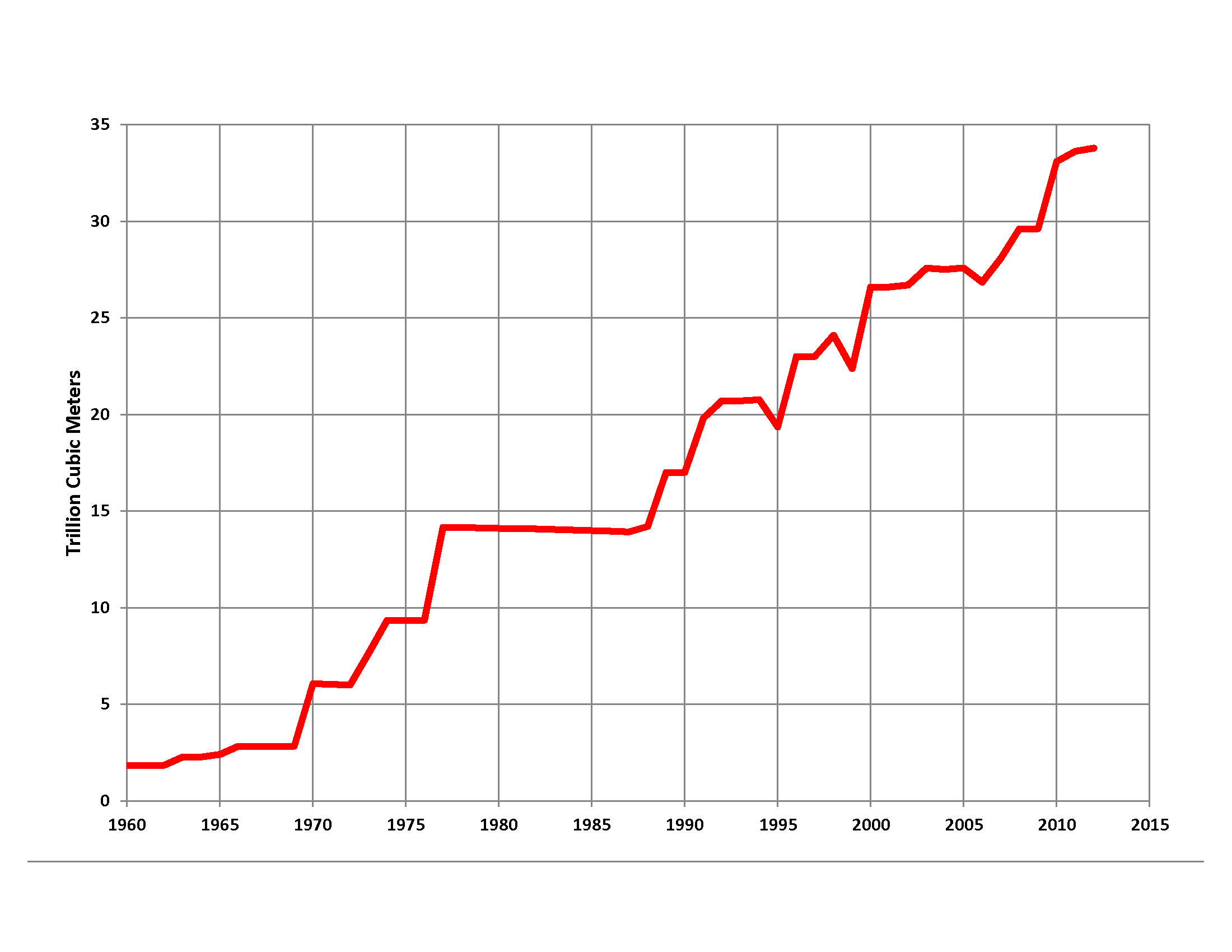
Réserves de gaz naturel vérifiées (1960-2012)

Les premières voitures et stations-essence bi-fuel (essence et gaz) apparaissent en Iran en 1977 à Chiraz.
Dans les années 1980, l'Iran accélère le développement de l'industrie gazière avec la découverte de nouveaux gisements. La découverte de North Dome date de 1970, mais sa mise en production date de 2000.
En 2004, le gaz naturel représente 48,6 % du mix énergétique iranien, contre 49,5 % pour le pétrole. En 2005, 46 000 voitures bi-fuel circulent en Iran.
En 2005, l'Iran signe un accord d'approvisionnement de 14 milliards de m³/an en gaz turkménistan sur une durée de 25 ans. En 2007, le Turkménistan ne fournit que 8 des 14 milliards prévus par l'accord et engage une négociation d'augmentation des prix. En 2008, l'accord est rompu, mais la Russie et la Chine se proposent repreneurs au prix demandé du gaz turkménistan délesté par l'Iran. Parallèlement, le gouvernement iranien lance une campagne nationale de réduction de la consommation domestique et commerciale de gaz.
En octobre 2008, l'Iran annonce la formation avec le Qatar et la Russie d'un conseil tripartite des grands producteurs de gaz.
En mai 2018, l'UE dénonce les sanctions imposées contre le gaz iranien par l'administration Trump, jugeant que ces mesures bénéficient principalement au développement du nouveau marché d'exportation de gaz américain.

### Iran au sein du Forum des pays exportateurs de gaz
En 2001, l'Iran prend part à la création du Forum des pays exportateurs de gaz dont la première réunion a lieu à Téhéran en 2001 et devient un de ses pays membres. En 2008 un secrétariat permanent est créé et l'Iran forment, avec la Russie et le Qatar, le "noyau dur" de l'organisation. L'Iran fait partie des trois pays du Moyen-Orient présents au sein de l'organisation (avec le Qatar et les Émirats arabes unis). C'est d'ailleurs l'Iranien Mohammad Hossein Adeli, qui en sera son secrétaire durant quatre ans (de 2013 à 2017),.

## Installations

### Exploitations

#### North Dome

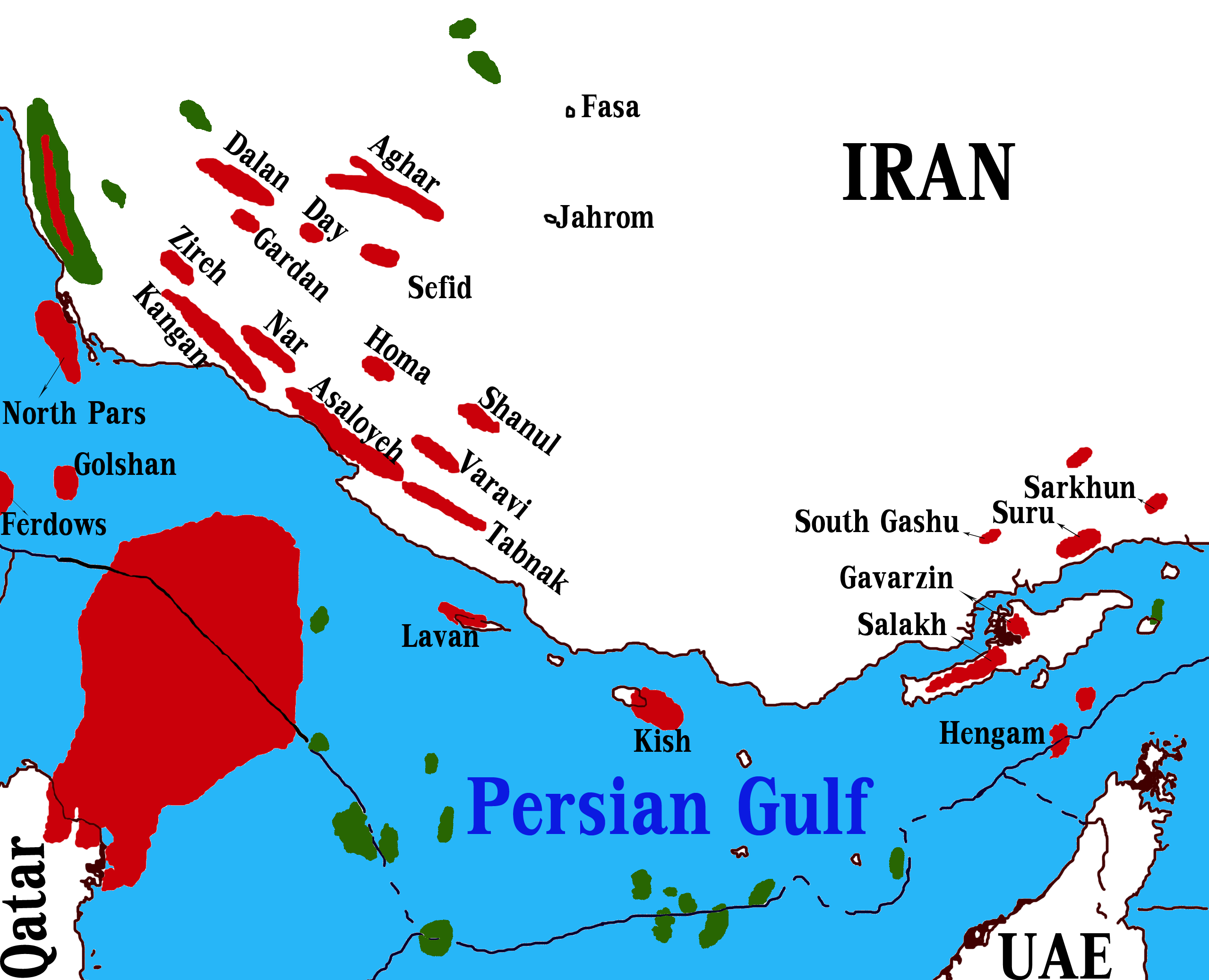
Emplacement des champs gaziers iraniens.

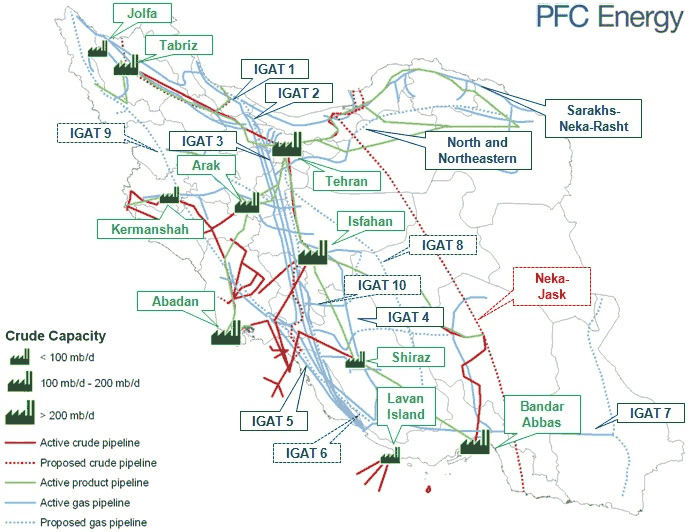
Emplacement des sites de production gaziers iraniens.

Le plus grand champ gazier au monde se situe à North Dome (dénommé North Dome par les Qataris et South Pars par les Iraniens), entre l'Iran et le Qatar. Il est découvert en 1971. Alors que le Qatar commence les forages de puits en 1988, et passe en phase de production en 1996, les sanctions visant l'Iran l'ont empêché de développer des infrastructures d'exploitation sur champ. En quelques années à peine, le Qatar devient le premier exportateur mondial de GNL grâce à son avance sur l'Iran dans l'exploitation de North Dome.
Dans les années 1990, le Français Total développe les phases 2 et 3 du champ gazier de North Dome.
En 2006, l'Iran signe un contrat de vente de 3 millions de GNL iranien par an à la Chine, qui s'intéresse aussi à la prospection de North Dome. En 2009, l'Iran confie à la Chine les unités de développement de Total.
En novembre 2016, Total, en consortium avec le Chinois China National Petroleum Corporation et l'Iranien Petropars, signe un accord de principe avec le ministère irianien du Pétrole sur le développement de la phase 11 du champ gazier de North Dome. Le contrat est conclu en juillet 2017, et concerne un montant de $4,8 milliards. En mai 2018, à la suite de la relance des sanctions contre l'Iran par Donald Trump, Total annonce que sa participation au projet dépendra de l'aval des autorités américaines. En août 2018, Total confirme son retrait du projet de développement de la phase 11, n'ayant pas obtenu l'autorisation des autorités américaines. La China National Petroleum Corp devient ainsi le principal actionnaire de l'exploitation du plus grand champ gazier au monde.

### Gazoducs
En 2009, l'Iran signe avec le Pakistan un accord sur la construction du pipeline de la paix Iran-Pakistan-Inde qui prévoit la construction d'un gazoduc pour fournir du gaz iranien à l'Inde via 2700 kilomètres de gazoduc.
En 2016, plus de 34 000 km de gazoducs sont opérationnels sur le territoire iranien, et Téhéran planifie d'en construire 6 000 km de plus dans les prochaines années.
En juillet 2018, la Société nationale iranienne du gaz annonce que la construction du pipeline de gaz IGAT-6 est terminée. Ce pipeline permet le transport de gaz vers l'Irak.
Le gazoduc Iran-Irak-Syrie achemine les produits du champ gazier iranien-qatari North Dome vers la Syrie, pour un approvisionnement vers l'Europe.

### Stockage
L'installation de stockage de gaz naturel liquéfié (GNL) Shourijeh construite en 2014 peut fournir 4,8 milliards de mètres cubes de gaz naturel et vise à réduire les importations de gaz en provenance du Turkménistan.

## Entreprises du secteur
National Iranian Oil Company :
- Attribution des projets gaziers

Société nationale iranienne du gaz :
- Importation et exportation de gaz
- Distribution nationale domestique, industrielle et commerciale

## Production
| Année | Volume (milliards m³) |
| ----- | --------------------- |
| 2006  | 105                   |

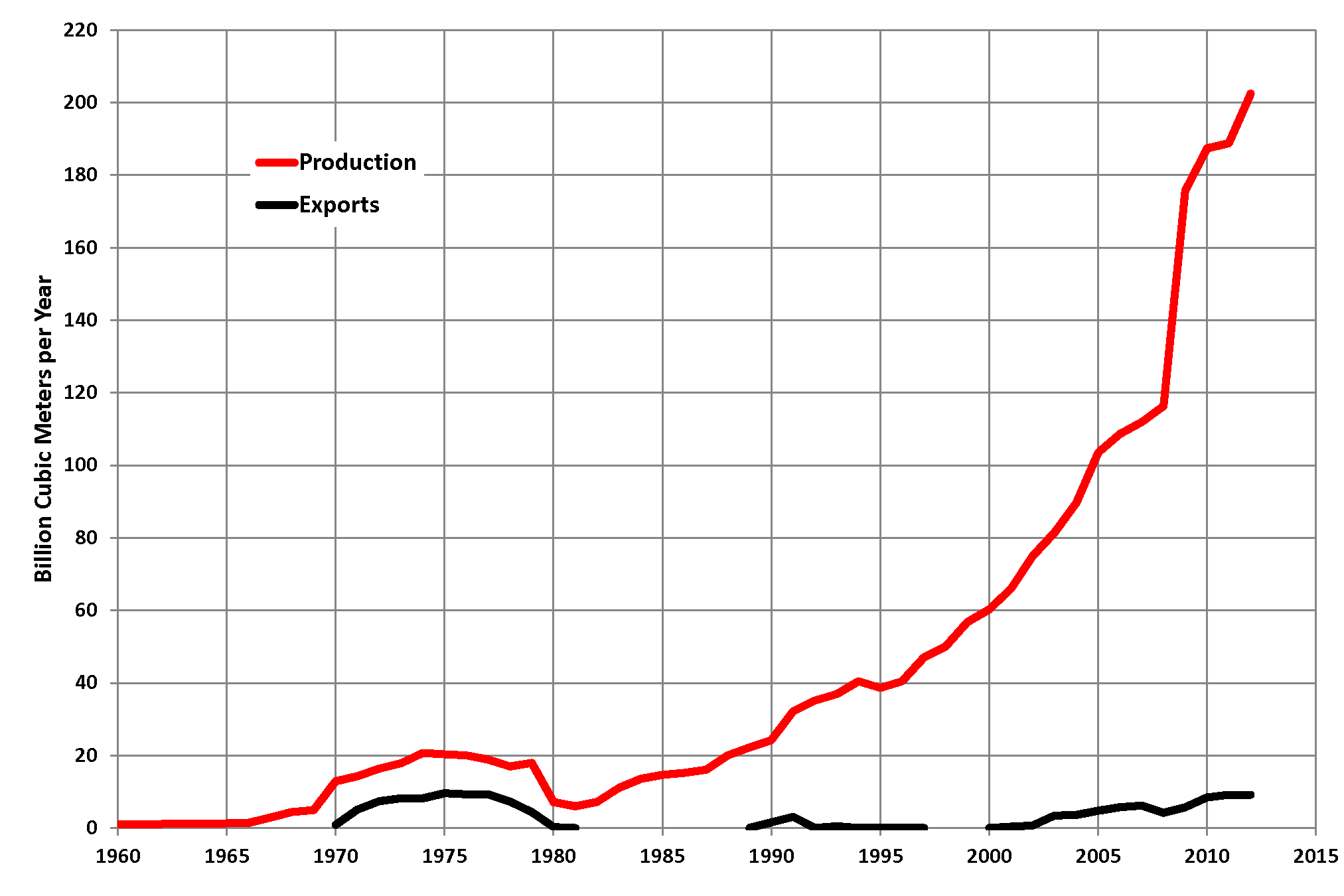
Production de gaz en Iran (1960-2012)

La production iranienne de 2006 est supérieure d'à peine 15 milliards de m³ par rapport à la production de gaz britannique, alors que l'Iran dispose de 15 % des ressources planétaires, et la Grande-Bretagne de seulement 0,3 %.

## Exportations-Importations

### Exportations
| Année | Volume (milliards m³) | Détails                                                |
| ----- | --------------------- | ------------------------------------------------------ |
| 2010  | 8,42                  | 0,4 à l'Arménie 0,25 à l'Azerbaïdjan 7,77 à la Turquie |

Dans les années 1970, l'Iran commence à exporter de faibles quantités de gaz à l'URSS, un deal qui prend fin une première fois en 1979-1980. En janvier 2008, l'Iran interrompt ses exportations de gaz vers la Turquie, 20 millions de m³/jour qui sont redirigés vers sa consommation domestique.

### Importations
| Année | Volume (milliards m³) | Détails                                   |
| ----- | --------------------- | ----------------------------------------- |
| 2010  | 6,85                  | 0,35 de l'Azerbaïdjan 6,5 du Turkménistan |

Les importations du Turkménistan s'expliquent par le fait que les champs gaziers iraniens se trouvent principalement dans le sud du pays, et qu'il est plus rentable de faire venir le gaz du Turkménistan pour approvisionner le nord du pays.